# Рут Вайс
Рут Вайс (wais; їдиш : רות װײַס; уроджена Роскіз; нар. 13 травня 1936 року) — канадська вчена, провідний дослідник їдишської літератури, єврейської історії та культури. Вона є професором їдишської літератури імені Мартіна Перетца та професором порівняльного літературознавства у Гарварді.
Вайс зробила значний внесок у вивчення їдишської літератури, досліджуючи її розвиток, тематику та культурний контекст. Вона займається також питаннями політики єврейської ідентичності, та історичних процесів, що вплинули на єврейську літературу та суспільство. Її роботи мають велике значення для розуміння ролі їдишу як мови та літературної традиції в європейській культурі.

## Місце народження та освіта
Рут Вайс народилася в єврейській родині в Чернівцях (на той час частина Румунії, нині — Україна) і виросла в Монреалі.
Вона здобула ступінь магістра в Колумбійському університеті, а в 1969 році захистила докторську дисертацію в Університеті Макгілла.
Рут є сестрою Девіда Г. Розкіса, професора їдишу та єврейської літератури в єврейській теологічній семінарії Америки.

## Кар'єра
Рут Вайс, яка здобула ступінь доктора літератури, була описана Едвардом Александером як одна з групи вчених, які здобули ступінь доктора філософії з англійської літератури в 1960-х роках і згодом перейшли до єврейських студій у 1970-х і 1980-х роках. Вони застосовували сучасні критичні методи літературознавства до текстів на їдиш та івриті, розширюючи академічний підхід до цих літературних традицій Віссе називає Сола Беллоу своїм улюбленим англомовним письменником.
Вайс викладала в Університеті Макгілла, Стенфордському, Нью-Йоркському, Єврейському та Тель-Авівському університетах. Під час роботи в Макгіллі вона розробила «новаторську» аспірантську програму з єврейських досліджень, яка значно вплинула на розвиток цієї академічної сфери. У січні 1993 року вона залишила Макгілла, щоб викладати в Гарварді.
За словами одного з критиків, роботи Вайс відзначаються «гостротою її проникливості, небажанням відступати від сутичок та неспроможністю навіть її опонентів заперечити її блиск». У 1988 році вона отримала премію Іцика Мангера за внесок у літературу на їдиші. У 2007 році Вайс була відзначена однієї з Національних гуманітарних медалей. Нагорода відзначила її «науковість і викладання, які висвітлили єврейські літературні традиції», а також її «проникливі твори, що збагатили наше розуміння літератури на їдиші та єврейської культури в сучасному світі».
Вайс є членом редакційної колегії Jewish Review of Books та регулярно публікує статті в Commentary.
Свою останню книгу «Євреї та влада» вона присвятила редактору Нілу Козодою.